# Dig the New Breed
Dig the New Breed är ett livealbum av The Jam utgivet 10 december 1982, nästan samtidigt som gruppen gjorde sina sista konserter.

## Låtlista
Samtliga låtar skrivna av Paul Weller, om annat inte anges.
1. "In the City" - 2:15
2. "All Mod Cons" - 1:15
3. "To Be Someone" - 2:14
4. "It's Too Bad" - 3:12
5. "Start" - 2:28
6. "Big Bird" (Eddie Floyd/Booker T. Jones) - 2:51
7. "Set the House Ablaze" - 4:43
8. "Ghosts" - 2:19
9. "Standards" - 2:30
10. "In the Crowd" - 3:06
11. "Going Underground" - 3:11
12. "Dreams of Children" - 3:28
13. "That's Entertainment" - 3:27
14. "Private Hell" - 4:22